# Wahlen zum Dáil Éireann Februar 1982
- WP: 3
- LAB: 15
- Unabh.: 4
- FG: 63
- FF: 81

Die Wahlen zum Dáil Éireann Februar 1982 fanden am 18. Februar 1982 statt. Bestimmt wurden die Mitglieder des 23. Dáil.

## Ergebnisse 1982 (Februar)
Die 166 Parlamentarier versammelten sich erstmals am 9. März und die Amtszeit dauerte lediglich 279 Tage.
Die erste Wahl im Jahr 1982 wurde durch das plötzliche Zusammenbrechen der Fine-Gael-Labour-Party-Koalition verursacht, als der Haushalt nicht verabschiedet wurde, bei dem der Finanzminister John Bruton versuchte ebenfalls Mehrwertsteuer auf Kinderschuhe zu erheben – eine Maßnahme, die von einigen linksgerichteten Unabhängigen abgelehnt wurde. Der Taoiseach, Garret FitzGerald, löste daraufhin den Dáil auf. Während dieser mit dem Präsidenten in dessen Amtssitz Áras an Uachtaráin war, versuchten einige Fianna Fáil-Mitglieder diesen zu erreichen und ihn dazu zu drängen der Auflösung nicht zuzustimmen. Für diesen Fall hätte FitzGerald zurücktreten müssen und Fianna Fáil wäre vermutlich an die Macht gekommen. Da der Versuch gegen die Verfassung war (der Präsident darf nur vom Taoiseach beraten werden), wurde der Auflösung zugestimmt und der Wahlkampf konnte beginnen.
Der Wahlkampf drehte sich vorwiegend um wirtschaftliche Themen. Kürzungen waren Thema bei allen Parteien, doch deren Umfang wurde von jeder Partei heruntergespielt.
Fianna Fáil ging erneut als stärkste Partei aus der Wahl hervor und es war wahrscheinlich, dass sie die Regierungspartei stellen würde, doch interne Differenzen gefährdeten die Wahl von Charles Haughey als Taoiseach. Letztendlich konnte dieser, mit Unterstützung der Workers Party und eines Unabhängigen, aber dennoch gewählt werden.
| Partei                      | Anführer           | Sitzverteilung | Sitzverteilung | Sitzverteilung | Nachwahlen (2) | Nachwahlen (2) | Nachwahlen (2) | Nachwahlen (2) |
| --------------------------- | ------------------ | -------------- | -------------- | -------------- | -------------- | -------------- | -------------- | -------------- |
| Partei                      | Anführer           | Anzahl         | ±              | %-Verteilung   | Verloren       | Gewonnen       | Behalten       | ±              |
| Fianna Fáil                 | Charles J. Haughey | 81             | +3             | 48,80 %        |                |                | 1              |                |
| Fine Gael                   | Garret FitzGerald  | 63             | −2             | 37,95 %        |                |                | 1              |                |
| Labour Party                | Michael O’Leary    | 15             |                | 9,04 %         |                |                |                |                |
| Sinn Féin the Workers Party | Tomás Mac Giolla   | 3              | +3             | 1,81 %         |                |                |                |                |
| Unabhängige                 | Unabhängige        | 4              | −2             | 2,40 %         |                |                |                |                |
| Andere (Anti H-Block)       |                    | 0              | −2             |                |                |                |                |                |
|                             |                    | 166            | ±0             |                |                |                |                |                |